# Fallout 4
Fallout 4 – fabularna gra akcji z otwartym światem należąca do serii Fallout, stworzona przez Bethesda Game Studios. Gra została wydana przez przedsiębiorstwo Bethesda Softworks 10 listopada 2015 na platformach Microsoft Windows, Xbox One i PlayStation 4.

## Fabuła
Akcja gry osadzona jest w postapokaliptycznej, retrofuturystycznej rzeczywistości. Rozpoczyna się w Bostonie w roku 2077, w dniu wybuchu wojny nuklearnej. Grywalna postać udaje się do schronu przeciwatomowego znanego jako Krypta 111, gdzie zostaje zamrożona w komorze kriogenicznej wraz z mężem lub żoną (Natem lub Norą, w zależności od płci wybranej dla swojej postaci) i synem. Kiedy do Krypty docierają bandyci i tymczasowo wyłączają kriogenikę, postać widzi, jak jej małżonek zostaje zabity przez bandytów nie chcąc oddać syna, który zostaje porwany. Ostatecznie postać budzi się w wyniku awarii urządzeń w roku 2287, będąc jedyną ocalałą osobą. Po opuszczeniu schronu przemierza postapokaliptyczny Boston i inne tereny dawnej Nowej Anglii, po wojnie znanej jako Wspólnota, w poszukiwaniu syna i odpowiedzialnych za zabójstwo małżonka.

## Rozgrywka
Rozgrywka w Falloucie 4 zbliżona jest do tej z trzeciej części, umożliwiając przełączanie się pomiędzy widokiem z pierwszej i trzeciej osoby. Dodatkowo oferuje m.in. system pancerza składanego z różnych części, budowanie osad, dynamiczny system dialogów oraz rozbudowany system wytwórstwa, w którym użyć można wszystkich znalezionych po drodze przedmiotów. Postać stawia czoło przeciwnikom takim jak: kretoszczury, rabusie, supermutanci, szpony śmierci czy zdziczałe ghule. Powrócił również znany z poprzednich odsłon pies imieniem Ochłap, który nie może zginąć.
Postać w każdej chwili może opuścić rozmowę i dostać się w dowolny punkt na mapie. Pojawiła się również możliwość dostosowywania broni – w grze dostępnych jest pięćdziesiąt podstawowych jej rodzajów, które można swobodnie modyfikować, zmieniając lufy czy celowniki, oferując w sumie ponad siedemset modyfikacji. Pancerze wspomagane zostały przemodelowane tak, żeby przypominały bardziej pojazd niż zestaw zbroi możliwy do założenia. One również mogą być modyfikowane np. poprzez dodanie do nich jetpacków. Nowością, jaką w tej wersji wprowadzono do serii Fallout, jest tworzenie i rozbieranie siedlisk i budowli. Gracz może wybrać pewne dostępne w grze przedmioty i struktury, a następnie wykorzystać je do stworzenia swoich własnych struktur. Dodatkowo osady mogą być zasilane elektrycznością, a osiedlić mogą się w nich handlarze i niegrywalne postaci, co wymusza na graczu zbudowanie źródeł wody i pożywienia. Wokół osad można zbudować rozmaite umocnienia, takie jak wieżyczki i pułapki, celem ochronienia ich przed atakami najeźdźców.
Podobnie jak w poprzednich odsłonach, postać została wyposażona w pip-boya, skomputeryzowany zegarek służący jako menu pozwalające uzyskać dostęp do statystyk, map, danych i przedmiotów. Postać po drodze może znaleźć kartridże z grami, w które można zagrać na pip-boyu. Powrócił również system V.A.T.S., pozwalający spowolnić walkę i dodać do kolejki wybrane ataki, wymagające punktów akcji. Dzięki V.A.T.S. możliwe jest celowanie w określone części ciała, np. w głowę, żeby szybko zabić przeciwnika, w nogi celem spowolnienia go czy w ręce, co może wytrącić mu broń. W odróżnieniu od poprzednich części, gdzie istniała procentowa szansa na zadanie trafienia krytycznego, w Fallout 4 gracz może je zadać po wciśnięciu odpowiedniego przycisku, jednak opcja ta po wykorzystaniu wymaga naładowania.
Na początku gry gracz otrzymuje możliwość przydzielenia punktów w systemie SPECJAŁ, odpowiadającym za siedem głównych statystyk postaci: siłę, percepcję, wytrzymałość, charyzmę, inteligencję, zwinność i szczęście. Po zdobyciu ilości punktów doświadczenia odpowiedniej do awansowania na kolejny poziom, postać może odblokować nową umiejętność. Im więcej punktów gracz zainwestuje w określony atrybut SPECJAŁ, tym więcej związanych z nią umiejętności się pojawi; przykładowo inwestując osiem punktów w charyzmę, odblokowanych zostanie osiem profitów z nią związanych, które następnie będzie można ulepszać. W grze dostępnych jest łącznie około 275 profitów. Gracz ma możliwość zwerbowania dwunastu towarzyszy wspomagających go w walce, jednak w danym momencie może towarzyszyć mu tylko jeden. Ze wszystkimi ludzkimi towarzyszami, bez względu na ich płeć, można nawiązać romans. W Fallout 4 postać może awansować na wyższe poziomy bez końca, a gra nie zakończy się wraz z ukończeniem głównego wątku fabularnego.

## Produkcja

### Projekt

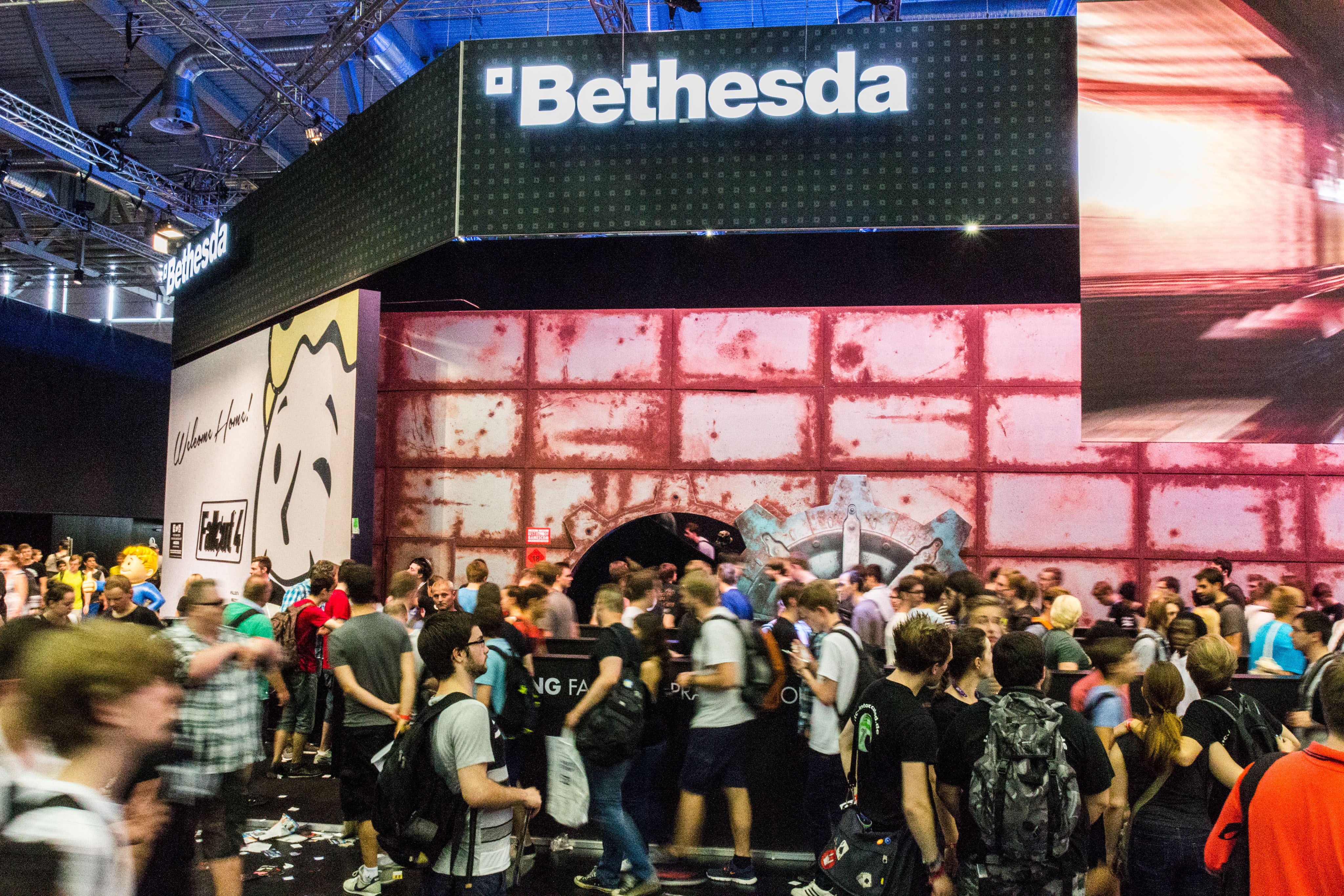
Fallout 4 na targach Gamescom 2015

W przeciwieństwie do poprzednich gier z serii, działających na silniku graficznym Gamebryo, Fallout 4 oparty jest na usprawnionym Creation Engine – silnik stworzony przez Bethesdę na potrzeby The Elder Scrolls V: Skyrim. Umożliwił on stworzenie całkowicie nowego kreatora postaci, pozwalającego stworzyć bohatera poprzez przeciągnięcie po odpowiedniej części twarzy, takiej jak podbródek czy nos, która automatycznie dostosuje się do pociągnięć. Podobnie jak w poprzednich odsłonach, wybrać będzie można pomiędzy postacią męską i żeńską. Gra działać ma w rozdzielczości 1080p i trzydziestu klatkach na sekundę na PlayStation 4 i Xboksie One, podczas gdy na komputerach osobistych rozdzielczość i ilość klatek nie będzie w żaden sposób ograniczona. Ujawniono również, że z grą zintegrować będzie można urządzenia mobilne, które posłużą jako wyświetlacz dla noszonego przez postać pip-boya.
Po raz pierwszy w historii serii grywalna postać, Jedyny Ocalały, zostanie w pełni udźwiękowiona, co wymusiło dodanie dynamicznego systemu dialogów, zbliżonego do tego z serii Mass Effect. Głosu mężczyźnie użyczy Brian T. Delaney, z kolei kobiecie – Courtenay Taylor. Na potrzeby gry w ciągu dwóch lat nagrano ponad 111 tysięcy linii dialogowych, dzięki czemu Fallout 4 jest najbardziej rozbudowaną pod tym względem grą stworzoną przez Bethesdę.
Modyfikacje stworzone na potrzeby wersji pecetowej mają być grywalne również na Xboksie One, producent wyraża nadzieję, że ostatecznie uda się je zintegrować również z wersją na konsolę Sony. Jeszcze przed premierą gry wydawca zapowiedział, że doczeka się ona płatnych rozszerzeń i darmowych dodatków, zaś na początek 2016 roku przewidziano premierę narzędzia Creation Kit pozwalającego na tworzenie modyfikacji.
19 listopada 2015 roku wydawca zapowiedział, że gra doczeka się licznych łatek, wypuszczanych często jako niewielkie pliki zamiast rzadszych dużych, mających poprawić błędy dostrzeżone dopiero po premierze gry.
16 lutego 2015 ujawniono, że gra doczeka się czterech dodatków do pobrania oraz szczegóły pierwszych trzech, mających ukazywać się od marca do maja: Automatron dodającego nowy wątek fabularny, Wasteland Workshop stanowiącego zbiór dodatków i ulepszeń do osady oraz Far Harbor, dodającego nową lokację, wątki i zadania.

### Zapowiedź
2 czerwca 2015 roku na oficjalnej stronie Fallout zamieszczony został zegar odmierzający czas do godziny 16.00 (czasu polskiego) następnego dnia. Wskutek pomyłki nieco wcześniej na stronie ujawniono okładkę gry i platformy, na jakie zostanie wydana – Microsoft Windows, Xbox One i PlayStation 4. Strona została zamknięta, powróciła jednak w momencie, kiedy zegar zakończył odliczenie. Zamieszczony został na niej oficjalny zwiastun, potwierdzający, że akcja gry osadzona będzie w Bostonie i innych miejscach w Massachusetts, jak sugerowały wcześniejsze doniesienia. Ujawnienie większej ilości szczegółów zapowiedziane zostało na 14 czerwca podczas konferencji na targach E3. Kilka dni później Bethesda potwierdziła oficjalnie, że gra nie pojawi się na konsolach 7. generacji, ponieważ „rzeczy, które tam robimy, nigdy by tam nie działały”.
Na potrzeby gry zmieniono znany z poprzednich odsłon system walki, dzięki któremu Fallout 4 zbliżony będzie do współczesnych strzelanek. Od wczesnych etapów pracy nad grą projektantów z Bethesdy wspierali twórcy ze studia id Software, odpowiedzialnego m.in. za gry Doom, Quake i Rage.
Prace nad grą zakończyły się 23 października 2015 roku, kiedy do tłoczni trafiły płyty z finalną wersją gry w dwudziestu siedmiu wersjach (dziewięć wersji językowych na trzy platformy sprzętowe).

## Odbiór
Gra spotkała się z pozytywnym odbiorem ze strony krytyków. Wśród największych wad wymienili oni standardowe dla gier Bethesdy przypadłości, takie jak problemy z zapisanymi stanami gry oraz różne niedoskonałości techniczne, stwierdzając jednak, że jest ona pozbawiona krytycznych błędów uniemożliwiających dalszą rozgrywkę. Fallout 4 chwalony jest jednak za duży, zróżnicowany i przyjemny w eksploracji świat, dobrze zrealizowany system tworzenia przedmiotów i walki, liczbę zadań pobocznych oraz fakt, że podejmowane przez gracza decyzje mają wpływ na fabułę.
Redaktor serwisu Gry-Online, Łukasz Gołąbiowski, przyznał grze ocenę 7/10. Docenił otwartość i wielkość świata Fallouta, za słabą stronę uznał jednak brak obecności elementów charakterystycznych dla gier RPG. Przyznał też, że pod względem rozgrywki gra znacznie odbiega od poprzednich odsłon serii i może nie przypaść do gustu fanom cyklu.

### Sprzedaż
W ciągu pierwszej doby po premierze na platformie dystrybucji cyfrowej Steam sprzedano 1,2 miliona kopii gry, zaś w ciągu tygodnia ponad dwa miliony. W dniu premiery na Steamie w Fallout 4 grało jednocześnie blisko 470 tysięcy osób, przez co pobiła ona w tej kategorii rekord gier niewyprodukowanych przez Valve Corporation. Wydawca poinformował, że w ciągu pierwszych dwudziestu czterech godzin do sklepów trafiło dwanaście milionów egzemplarzy gry wartych 750 milionów dolarów, a sprzedawcy składają zamówienia na kolejne.

## Dodatki
Do Fallout 4 wyszło kilka dodatków:
- Automatron – dodaje parę nowych misji fabularnych, nowy sprzęt oraz możliwość budowania robotów
- Wasteland Workshop – dodaje nowe obiekty, które można budować w trybie budowania osiedli
- Far Harbor – dodaje kilka kolejnych misji fabularnych, których akcja ma miejsce na osobnej wyspie
- Contraptions Workshop – kolejny dodatek, który dodaje tylko nowe obiekty
- Vault-Tec Workshop – dodaje kilka misji fabularnych w krypcie nr 88
- Nuka-World – dodaje kilka kolejnych misji fabularnych; w dodatku można stanąć po stronie bandytów